# 영웅전설 벽의 궤적
《영웅전설: 벽의 궤적》은 니혼 팔콤이 제작한 2010년 롤플레잉 비디오 게임이다. 《궤적》 시리즈 작품으로 크로스벨 세계관에 속하며 《영웅전설 제로의 궤적》의 후속작이다. 2010년 9월 30일 일본서 플레이스테이션 포터블로 처음 출시됐다.

## 발매 경위

### 제로의 궤적
- 2007년 6월 28일에 발매된 『영웅전설 Ⅵ - 천공의 궤적』의 최종작인 『영웅전설 Ⅵ - 천공의 궤적 the 3rd』의 엔딩 후에, 「To be continued... The Legend of Heroes Ⅶ.」이 표시되어 차기작이 속편이 됨을 암시한다.
- 2007년 11월 14일, 『영웅전설 Ⅶ』이 개발중에 있음을 발표[1].
- 2010년 4월 23일, 『영웅전설 제로의궤적』을 2010년 안에 PSP로 발매하는 것을 발표.
- 2010년 4월 26일부터 5월 31일에 걸쳐서 작중에 등장하는 캐릭터의 이름을 모집하는 「제로의궤적에 출연! 캠페인 (일본어: 零の軌跡に出演!キャンペーン)」을 개최[2].

### 벽의 궤적
팔콤의 30주년 기념작으로서 전작 제로의 궤적의 SC격인 작품이고 실제로 그렇게 붙일 예정이었으나 이야기가 정리될 수 없을만큼의 큰 사건이 일어난다 하여 새로운 이름이 붙여졌다. 전작으로부터 몇개월후의 이야기를 그려내고 있으며 영웅전설 최대의 클라이막스라는 표기로 홍보하고 있다. 전체적인 내용은 결사의 환염계획과 키아의 정체. 주제곡은 코테라 카나코의 벽의 궤적(碧の軌跡).
당초 팔콤발 PSP의 마지막 작품으로 생각되었으나 PSP의 작품을 더 준비중이라 한다.

## 등장인물

### 제로의 궤적
로이드 버닝스
주인공. 경찰기관에 소속된 수사관.
에리 맥도웰
히로인. 경찰을 지원한 소녀.
티오 플라토
앱스타인 재단에서 온 소녀. 재단에서 개발한 마도 지팡이를 사용한다.
란디 올란도
크로스벨 경비대에 소속되어있던 청년. 이번에 크로스벨 경찰에 오게 되었다.
세르게이 로우
특무지원과의 과장. 옛날엔 좀 했다.
와지 헤미스피어
구시가의 불량 집단'테스타멘츠'의 두목.
노엘 시커
특무지원과의 오퍼레이터 프랑 시커의 언니. 크로스벨 경비대에 소속.
프랑 시커
특무지원과의 오퍼레이터
더들리
1과의 에이스 수사관. 잘난척 하는 아저씨.
아리오스 맥클레인
크로스벨의 A급 유격사. 다른 이름은 <바람의 검성>
에스텔 브라이트
섬멸천사 렌을 찾기 위해 크로스벨 자치주까지 찾아왔다.
요슈아 브라이트
에스텔과 마찬가지로 렌을 찾기 위해 여행을 하였다.

### 벽의 궤적
로이드 버닝스
이번 벽의 궤적에서도 주인공으로 등장하며, 일시적인 특무지원과의 해체로 수사1과에서 대 테러 대응 연수를 받고 있다.
에리 맥도웰
특무지원과의 임시 해체로 의장인 할아버지의 일을 돕고 있다.
티오 플래토
사건의 종결후 레만 자치주의 앱스타인 재단으로 다시 돌아간 상태이다.
랜디 올랜도
사건의 종결후 크로스벨 경비대에서 대원들의 재활훈련을 돕고 있다.
키아
전작에 로이드와 특무지원과의 보호를 받게 된 수수께끼의 소녀. 평범한 일상속에서 교회의 주말학교를 다니고 있다.
와지 헤미스피어
구시가지의 불량그룹 '테스터먼츠'의 리더. 디터 시장의 요청으로 인하여 그룹은 자신의 보좌였던 압바스에게 맡긴후 특무지원과에 합류한다.
노엘 시커
디터 시장의 요청으로 경비대에서 경찰 특무지원과에 합류한다.

## 참조

### 주해
1. ↑  일본어: 英雄伝説 碧の軌跡, The Legend of Heroes: Trails from Zero